# Zeugophora vitinea
Zeugophora vitinea is een keversoort uit de familie halstandhaantjes (Megalopodidae). De wetenschappelijke naam van de soort werd in 1932 gepubliceerd door Charles Oke.